# Pisarna (ameriška TV-serija)
Pisarna (izvirno The Office) je ameriška komična drama, ki jo je premierno prikazal NBC 24. marca 2005. Serija je priredba istoimenske BBC-jeve uspešnice.
Pisarna je serija, ki prikazuje vsakdanje življenje uslužbencev podružnice izmišljenega papirniškega podjetja Dunder Mifflin v Scrantonu v Pensilvaniji.

## Sezone
| Sezone    | Epizode | Prvič predvajano na NBC           | Prvič predvajano na TV3             |
| --------- | ------- | --------------------------------- | ----------------------------------- |
| 1. sezona | 6       | 24. marec 2005 - 26. april 2005   | -                                   |
| 2. sezona | 22      | 20. september 2005 - 11. maj 2006 | -                                   |
| 3. sezona | 25      | 21. september 2006 - 17. maj 2007 | -                                   |
| 4. sezona | 19      | 27. september 2007 - 15. maj 2008 | -                                   |
| 5. sezona | 28      | 25. september 2008 - 14. maj 2009 | 13. december 2010 - 19. januar 2011 |
| 6. sezona | 26      | 17. september 2009 - 20. maj 2010 | 20. januar 2011 - 24. februar 2011  |
| 7. sezona | 26      | 23. september 2010 - danes        |                                     |

## Glavni igralci
- Steve Carell - Michael Gary Scott
- Rainn Wilson - Dwight Kurt Schrute III
- John Krasinski - James »Jim« Halpert
- Jenna Fischer - Pamela »Pam« Morgan Halpert (r. Beesly)
- B. J. Novak - Ryan Bailey Howard
- Ed Helms - Andrew »Andy« Baines Bernard (r. Walter Baines Bernard Jr.)
- Melora Hardin - Janet »Jan« Levinson (prej Levinson-Gould)
- David Denman - Roy Anderson
- Leslie David Baker - Stanley Hudson
- Brian Baumgartner - Kevin Malone
- Creed Bratton - Creed Bratton
- Kate Flannery - Meredith Palmer
- Mindy Kaling - Kelly Rajanigandha Kapoor
- Ellie Kemper - Kelly Erin Hannon
- Angela Kinsey - Angela Noelle Schrute (r. Martin, prej Lipton)
- Paul Lieberstein - Toby Flenderson
- Oscar Nunez - Oscar Martinez
- Craig Robinson - Darryl Philbin
- Phyllis Smith - Phyllis Vance (r. Lapin)
- Zach Woods - Gabe Lewis
- Amy Ryan - Hollis »Holly« Partridge Scott (r. Flax)
- James Spader - Robert California (alias Bob Kazamakis)
- Clark Duke - Clark Green
- Jake Lacy - Peter Miller

## Nagrade in priznanja
- 2008 Nominacija za nagrado ALMA (igralec Oscar Nuñez)